# 放浪記 (戯曲)
『放浪記』（ほうろうき）は、1961年10月20日に芸術座で初演された舞台劇。原作は林芙美子『放浪記』。

## 概要
初演時の脚本・演出は菊田一夫。音楽は古関裕而。主演は森光子。初演の森光子に対して、文化庁より同年度（第16回）の芸術祭賞（演劇部門）が授与された。菊田の死後、1981年から1996年までは三木のり平が菊田の脚本を潤色し、演出も手掛けていた（のり平他界後も、ポスターでは潤色・演出を務めていることになっていた）。
主演の森光子は初演から死去まで変更されなかった。1990年には公演回数1000回を、2009年5月9日（森光子の89歳の誕生日）には『放浪記』上演2000回を達成した。2012年11月10日に森が死去したため、森主演の本作は2009年5月29日の2017回目の公演が最後となった。
森演じる林芙美子が喜びのあまりでんぐり返しをするシーンは有名であり、「森光子といえばでんぐり返し」「放浪記と言えばでんぐり返し」と言われ、劇中最大の見所とされていた。森はかつて「『でんぐり返し』が出来なくなったら私は女優を辞める」と発言していたが、年齢的な問題などから2008年からの公演ではそのシーンはやめ、代わりに万歳三唱をすることになった。
2015年に仲間由紀恵の主演で『放浪記』が舞台で復活した。仲間は初演の主演女優である森とは2005年のNHKドラマ『ハルとナツ 届かなかった手紙』で共演して以来親交があり、2014年5月にはフジテレビドラマ『森光子を生きた女』で森光子役を務め、『放浪記』の上演までの過程を演じている。
なお、1962年に小説と舞台版を原作に、東宝創立30周年記念作品として映画化された。映画の詳細は放浪記#1962年版を参照。

## 上演記録
1961年 - 1962年（初演）
芸術座（1961年10月20日 - 12月8日）、名鉄ホール（1962年1月2日 - 15日）、梅田コマ劇場（2月2日 - 2月25日）の後に芸術座に凱旋（3月1日 - 5月27日）。全296回公演。
1971年
芸術座（1971年3月2日 - 5月27日）。全120回公演。
1974年
芸術座（1974年3月5日 - 4月28日）。全81回公演。初演の脚本・演出担当の菊田一夫が死去してから初めての再演。
1981年
芸術座（1981年8月25日 - 10月28日）。全90回公演。この期間に初演から500回公演達成。三木のり平が潤色を担当。
1983年
芸術座（1983年9月2日 - 12月26日）。全159回公演。
1986年
中日劇場（1986年6月2日 - 6月28日）。全36回公演。
1987年 - 1988年
芸術座（1987年11月1日 - 12月27日、1988年1月2日 - 2月28日）。全145回公演。
1989年
梅田コマ劇場（1989年4月2日 - 30日）。全40回公演
1990年
芸術座（1990年9月1日 - 12月27日）。全149回公演。この期間に初演から1000回公演を達成。
1994年
初の全国ツアー（北海道・東北・西日本、1994年6月2日 - 10月29日）を開催。その後に芸術座（11月3日 - 12月28日）に凱旋。全132回公演。
1996年
芸術座（1986年9月1日 - 12月28日）。全145回公演。
1999年
芸術座（1999年9月1日 - 12月28日）。全119回公演。この期間に初演から1500回公演を達成。
2002年
芸術座（2002年3月3日 - 4月30日）。全60回公演。
2003年 - 2004年
博多座（2003年8月29日 - 9月25日）、芸術座（11月1日 - 12月28日）、梅田コマ劇場（2004年1月29日 - 2月25日）、中日劇場（3月2日 - 3月29日）。全159回公演。
2005年
芸術座（2005年3月4日 - 3月27日）、博多座（4月2日 - 4月28日）、富山市芸術文化ホール（5月2日 - 5月4日）。全64回公演。
2006年
帝国劇場（2006年9月1日 - 9月28日）、中日劇場（10月4日 - 10月31日）。芸術座の閉館に伴い、帝国劇場での公演となった。全63回公演。
2008年
シアタークリエ（2008年1月4日 - 3月30日）、富山市芸術文化ホール（4月24日 - 4月27日）、博多座（5月2日 - 5月28日）、フェスティバルホール（10月23日 - 11月4日）、中日劇場（11月9日 - 12月25日）。全137回公演。
この年の公演からでんぐり返しが万歳三唱に変更となった。
2009年
帝国劇場（2009年5月5日 - 5月29日）。全22回公演。この期間に初演から2000回公演を達成。
翌年の5月・6月公演も予定されていたが、森の体調不良により公演が中止となった。その後、2012年11月10日に森が死去したことにより、初演から2017回が通算上演となる。
2015年 - 2016年
シアタークリエ（2015年10月14日 - 11月10日）。新歌舞伎座（11月 - 12月）、中日劇場（12月）、博多座（2016年1月）。
この公演から、林芙美子役が仲間由紀恵に交代。
演出も変更が入り、上演時間が20分短縮され、主人公のナレーションも3ヵ所追加予定。
でんぐり返しは側転1回のあと、横に寝そべって3回転に変更。演出家の北村文典と仲間が話し合って決まった。

## 主なキャスト
|          | 1961年 - 1962年                                                  | 1971年            | 1974年     | 1981年     | 1983年                  | 1986年                              | 1987年 - 1988年               | 1989年     |
| -------- | ---------------------------------------------------------------- | ----------------- | ---------- | ---------- | ----------------------- | ----------------------------------- | ----------------------------- | ---------- |
| 林芙美子 | 森光子                                                           | 森光子            | 森光子     | 森光子     | 森光子                  | 森光子                              | 森光子                        | 森光子     |
| 日夏京子 | 浜木綿子（芸術座） 原知佐子（名鉄） 加茂さくら（梅田コマ）       | 加茂さくら        | 浜木綿子   | 奈良岡朋子 | 奈良岡朋子 いしだあゆみ | 奈良岡朋子                          | 奈良岡朋子 南風洋子（芸術座） | 奈良岡朋子 |
| 悠起     | 八千草薫（芸術座） 柳川慶子（名鉄・梅田コマ） 北原真記（芸術座） | 山本陽子 三林京子 | 松原智恵子 | 山口いずみ | 岸本加世子 大場久美子   | 大場久美子                          | 大場久美子                    | 大場久美子 |
| 白坂五郎 | 益田喜頓                                                         | 益田喜頓          | 下元勉     | 下元勉     | 下元勉                  | 米倉斉加年                          | 米倉斉加年                    | 米倉斉加年 |
| 菊田一夫 | 小鹿敦                                                           | 小鹿敦            | 小鹿番     | 小鹿番     | 小鹿番                  | 小鹿番                              | 小鹿番                        | 小鹿番     |
| 福地貢   | 市川段四郎 中村又五郎（芸術座）                                  | 戸浦六宏          | 井上孝雄   | 井上孝雄   | 井上孝雄                | 井上孝雄                            | 井上孝雄                      | 井上孝雄   |
| 安岡信雄 | 中村芝鶴（芸術座） 和気成一（名鉄） 安達国晴（梅田コマ）         | 宮口精二          | 宮口精二   | 宮川洋一   | 宮川洋一                | 宮川洋一                            | 内山恵司 山本學（芸術座）     | 山本學     |
| 香取恭助 | 林与一                                                           | 浜田東一郎        | 真家宏満   | 上条慎吾   | 櫻井克明                | 櫻井克明                            | 櫻井克明                      | 林与一     |
| きし     | 赤岡都                                                           | 赤岡都            | 赤岡都     | 三戸部スエ | 三戸部スエ              | 清水郁子（中日） 大塚道子（芸術座） | 大塚道子                      | 大塚道子   |

|          | 1990年            | 1994年                                              | 1996年                       | 1999年     | 2002年     | 2003年 - 2004年                                                            | 2005年     | 2006年     |
| -------- | ----------------- | --------------------------------------------------- | ---------------------------- | ---------- | ---------- | -------------------------------------------------------------------------- | ---------- | ---------- |
| 林芙美子 | 森光子            | 森光子                                              | 森光子                       | 森光子     | 森光子     | 森光子                                                                     | 森光子     | 森光子     |
| 日夏京子 | 南風洋子 大空真弓 | 奈良岡朋子                                          | 奈良岡朋子 南風洋子 有馬稲子 | 奈良岡朋子 | 奈良岡朋子 | 樫山文枝（博多座・芸術座） 黒柳徹子（芸術座） 奈良岡朋子（梅田コマ・中日） | 池内淳子   | 奈良岡朋子 |
| 悠起     | 大場久美子        | 藤谷美紀                                            | 藤谷美紀                     | 有森也実   | 藤谷美紀   | 有森也実（博多座・芸術座） 藤谷美紀（梅田コマ・中日）                      | 有森也実   | 有森也実   |
| 白坂五郎 | 米倉斉加年        | 米倉斉加年                                          | 米倉斉加年                   | 米倉斉加年 | 米倉斉加年 | 米倉斉加年                                                                 | 米倉斉加年 | 米倉斉加年 |
| 菊田一夫 | 小鹿番            | 小鹿番                                              | 小鹿番                       | 小鹿番     | 小鹿番     | 小鹿番                                                                     | 斎藤晴彦   | 斎藤晴彦   |
| 福地貢   | 井上孝雄          | 井上孝雄（北海道・東北） 松山政路（西日本・芸術座） | 寺田農                       | 寺田農     | 大出俊     | 大出俊                                                                     | 大出俊     | 大出俊     |
| 安岡信雄 | 山本學            | 山本學                                              | 山本學                       | 山本學     | 山本學     | 山本學                                                                     | 山本學     | 山本學     |
| 香取恭助 | 林与一            | 今井耕二（北海道・東北） 鷹西雅裕（西日本・芸術座） | 中島久之                     | 中島久之   | 中島久之   | 中島久之                                                                   | 中島久之   | 中島久之   |
| きし     | 大塚道子          | 大塚道子                                            | 大塚道子                     | 大塚道子   | 大塚道子   | 大塚道子                                                                   | 大塚道子   | 大塚道子   |

|          | 2008年                                                       | 2009年     | 2015年 - 2016年 |
| -------- | ------------------------------------------------------------ | ---------- | --------------- |
| 林芙美子 | 森光子                                                       | 森光子     | 仲間由紀恵      |
| 日夏京子 | 黒柳徹子（クリエ） 高畑淳子（クリエ） 山本陽子（クリエ以外） | 山本陽子   | 若村麻由美      |
| 悠起     | 有森也実                                                     | 有森也実   | 福田沙紀        |
| 白坂五郎 | 米倉斉加年                                                   | 米倉斉加年 | 羽場裕一        |
| 菊田一夫 | 斎藤晴彦                                                     | 斎藤晴彦   | 原康義          |
| 福地貢   | 大出俊                                                       | 大出俊     | 窪塚俊介        |
| 安岡信雄 | 山本學                                                       | 山本學     | 村田雄浩        |
| 香取恭助 | 中島久之                                                     | 中島久之   | 佐野圭亮        |
| きし     | 大塚道子                                                     | 大塚道子   | 立石涼子        |

1. ↑  1988年の芸術座公演は出演せず。
2. 1 2  1988年の芸術座公演のみ出演。
3. 1 2  凱旋公演のみの出演。
4. ↑  小鹿敦から芸名を改名。
5. ↑  凱旋公演には出演せず。
6. ↑  西日本公演の直前に井上が急逝したため。

## 上演中止
予定されていた場所・日程
- シアタークリエ（2010年5月5日 - 6月27日）
医師から森の体調を考慮し、公演を中止することが、東宝および所属事務所から発表された[4][5]。

予定されていたキャスト
- 林芙美子:森光子
- 日夏京子:山本陽子
- 白坂五郎:米倉斉加年
- 悠起:有森也実
- 菊田一夫:斉藤晴彦
- 福地貢:大出俊
- 安岡信雄:原康義
- 伊達晴彦:山路和弘
- 芙美子の母:大塚道子
- 香取恭助:中島久之